# Роскошный краснохвостый попугай
Роскошный краснохвостый попугай (лат. Pyrrhura calliptera) — вид птиц семейства попугаевых. Подвидов не выделяют.

## Внешний вид
Длина тела 22 см. Основная окраска оперения зелёная. Затылок, верх головы и лоб тёмно-коричневые. Участок около ушей и хвост красновато-коричневые.

## Распространение
Эндемик Колумбии.

## Образ жизни
Населяют субтропические и тропические леса. Вне брачного сезона держатся стаями до 6—14 птиц. Питаются ягодами (черника, ежевика), фруктами (Cecropia, Clusia spp., Ficus sp., Brunellia colombiana), цветами и семенами (Espeletia uribeii)

## Размножение
Брачный период продолжается, вероятно, с июля по октябрь.